# Гер, Герхард Якоб де
Барон Герхард Якоб де Гер (де Геер, швед. Gerard Jacob De Geer, 2 октября 1858, Стокгольм — 23 июля 1943, Стокгольм) — шведский геолог и географ, полярный исследователь. Один из пионеров четвертичной геологии. Среди крупнейших достижений раннего периода называют доказательство изостатического поднятия Скандинавского полуострова, а также работы в области геоморфологии ледниковых отложений и палеогеографии Балтийского моря в четвертичном периоде. Наиболее известен как автор варвохронологического метода определения возраста отложений приледниковых водоёмов, основанного на подсчёте количества пар слоёв ленточных глин. Благодаря применению этого метода де Геер смог восстановить хронологию дегляциации южной и центральной Швеции и построить так называемую Шведскую геохронологическую шкалу, позволяющую датировать с высокой точностью основные события позднего плейстоцена и раннего голоцена Северной Европы.

## Биография
Барон Герхард Якоб де Гер происходит из известного шведского аристократического рода брабантского происхождения. Его отец Луи и старший брат Герхард Луи занимали пост премьер-министра Швеции.
Герхард Якоб родился 2 октября 1858 в Стокгольме в семье барона Луи Герхарда де Геера, на тот момент первого министра юстиции в правительстве Швеции, и Каролины де Гер, урождённой графини Вахтмейстер. С 1869 года учился в начальной школе, а с 1873 года — в Стокгольмской гимназии. В 1877 году де Геер поступает в университет Уппсалы. В мае 1879 года получает степень бакалавра искусств.
В 1878 году Де Гер становится сотрудником Шведской геологической службы, первоначально внештатным, затем, с 1882 года, — ассистентом геолога, а с 1885 года — штатным геологом. В 1897 году он оставил работу в геологической службе ради места профессора общей и исторической геологии Стокгольмского университета.
В 1882 году, по рекомендации Отто Торелля, де Гер участвует в шведской экспедиции на Шпицберген в рамках первого международного полярного года в качестве штатного геолога. Это кладёт начало многолетней работе по исследованию современного покровного оледенения архипелага Шпицберген: всего в период с 1882 по 1910 год он принял участие в шести экспедициях на Шпицберген
Герхард де Гер оставался преподавателем на кафедре геологии университета Стокгольма с 1897 по 1924 год. В университете он занимал посты ректора (1902—1910) и вице-канцлера с (1911—1924). Кроме того, де Гер был депутатом парламента Швеции в период с 1900 по 1905 год.
Вершиной научной карьеры де Гера можно считать получение поста президента X Международного геологического конгресса, прошедшего в Стокгольме в 1910 году. Сначала он принимал участие в подготовке конгресса как вице-председатель подготовительного комитета, а с мая 1907 года — в качестве председателя исполнительного комитета. В рамках конгресса им была прочитана ставшая классической лекция «Геохронология последних 12 000 лет». Кроме того, перед началом конгресса Де Гер провёл экскурсию для 65 делегатов из 14 стран, в рамках которой был проведён осмотр Диксонфьорда на Шпицбергене.
После 1924 года де Гер сосредоточился исключительно на геохронологических исследованиях и оставил преподавательскую работу ради места руководителя основанного им Института Геохронологии при Стокгольмском университете.
Герхард де Гер умер в Стокгольме 24 июля 1943 года.

### Личная жизнь
В 1884—1907 годах Герхард де Гер был женат на Марии Элизабет Эрскин швед. Mary Elisabet Erskine (1861—1922), от этого брака имел сына Стена де Геера — известного географа и этнографа, преподававшего в университете Гётеборга.
В 1908 году Герхард де Гер вступает в брак с Эббе Хальт (1882—1969), которая была одной из его студенток. Эбба стала его секретарём и ассистентом, она сопровождала мужа в экспедициях на Шпицберген (1910 год) и в Северную Америку (1920 год), а после его смерти возглавила Институт Геохронологии и продолжала публиковать самостоятельные исследования.

## Основные направления исследований
В 1880 году по заданию Торелля де Геер посещает Аландские острова, где занимается изучением коренных кристаллических пород. Он выявил характерные отличия большинства горных пород, встречающихся на островах, от аналогичных пород Финляндии и Швеции. Это, по его мнению, позволяло выявлять эрратические валуны происходящие с островов и использовать их для определения направлений и границ ледниковых потоков, обеспечивших их разнос. В 1884 году де Геером на основании находок аландской эрратики была опубликована одна из первых реконструкций ледниковых потоков последнего оледенения.
Де Геер выполнил первые измерения направления ледниковых шрамов на Шпицбергене, на основании которых заключил, что во время последней ледниковой эпохи Шпицберген не являлся самостоятельным центром оледенения, а находился на периферии ледникового щита, центр которого располагался к востоку от архипелага.

### Изучение гляциоизостазии

Изобазы гляциоизостататического поднятия Скандинавии после завершения последнего оледенения согласно де Гееру (1888)

Наблюдения прекрасно сохранившихся четверичных береговых линий на Шпицбергене в ходе экспедиции 1882 года подтолкнуло де Геера к поиску аналогичных образований на территории Скандинавии. В 1883 году он проводил исследования четвертичных приподнятых береговых линий на севере полуострова Сконе. Благодаря серии тщательных измерений ему удалось доказать, что в Скандинавии высота послеледниковых береговых линий относительно современного уровня моря снижается по мере продвижения от внутренних районов к побережью. Подобное наблюдение впервые было сделано Огюстом Браве в ходе исследований в Алта-фьорде в 1835 году, но до того времени считалось сомнительным. «Правило Браве-Де Геера», как обозначил его впоследствии Вильгельм Рамзай, явилось первым решительным доказательством изостатического поднятия Скандинавского полуострова в послеледниковую эпоху. Результаты исследований были обобщены в публикациях «Об изменениях уровня моря в Скандинавии в четвертичный период» (1888 год) и «Четвертичные изменения уровня моря в Скандинавии» (1891 год), где была предложена оценка величины гляциоизостатического поднятия в послеледниковое время её распределение для разных районов Фенноскандии. Аналогичные исследования для Северной Америки, которую де Геер посетил в 1891 году, были опубликованы им в работе «Плейстоценовые изменения уровня моря на востоке Североамериканского континента» 1892 году.

### Изучение побережий Финского залива
В 1893 году де Геер предпринимает поездку в Финляндию, Россию и Эстонию с целью изучения положения древних береговых линий на побережьях восточной части Балтийского моря на примере Финского залива, а также выяснения вопроса о существовании пролива между Балтийским и Белым морем в послеледниковую эпоху (так называемый Ловенов пролив). В ходе полевых исследований были выявлены береговые линии принадлежащие приледниковому водному бассейну, Анциловому озеру и Литоиновому морю, измерена их высота и выполнены оценки гляциоизостатического поднятия для побережий Карельского перешейка в послеледниковое время. Кроме того, были обследованы террасы в бассейне Вуоксы.
Основываясь на результатах своих исследований Де Геер выдвинул гипотезу о появлении Невы в результате «опрокидывания» котловины Ладожского озера вследствие гляциоизостатического поднятия земной коры в районе северных побережий озера. Ему же принадлежит гипотеза о существовании в послеледниковую эпоху пролива между Ладожским озером и Финским заливом на севере современного Карельского перешейка (известен как Хейниокский пролив). Де Геер принял и поддержал гипотезу о существовании пролива между Балтийским и Белым морями в позднеледниковую эпоху.

### Морены де Геера

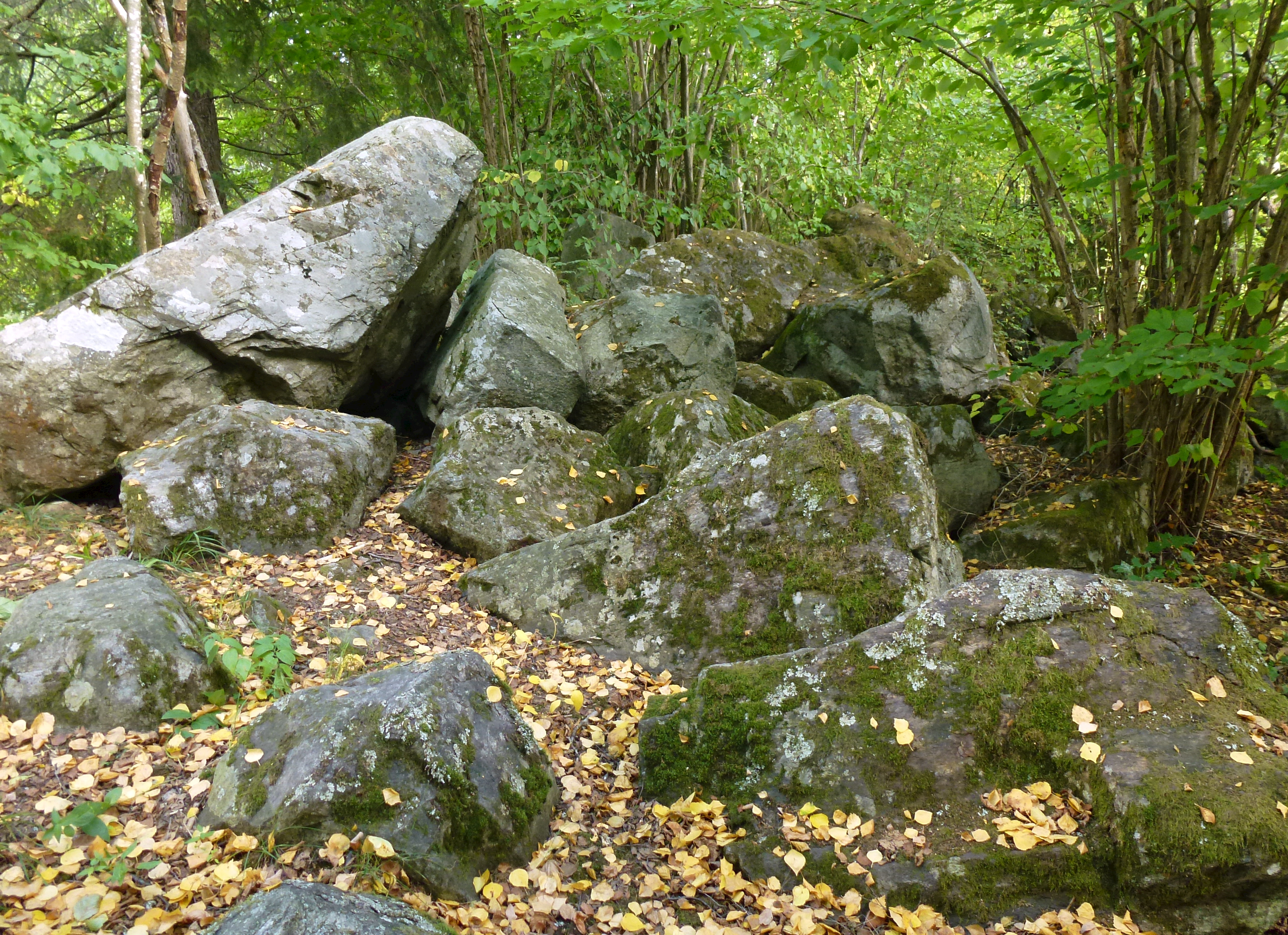
Морена де Геера в Заповедник Юдарскоген, Швеция

В 1889 году де Геер изучает скопления небольших субпараллельных моренных гряд, которые встречаются в изобилии в районе Стокгольма с интервалом 200—300 метров. Он предположил, что они являются напорными моренами и сформировались в ходе сезонных (зимних) наступлений отступающего ледника. Де Геер назвал эти гряды годичными моренами (швед. årsmoräner). Благодаря сезонному характеру образования эти гряды могли, по его мнению, использоваться для оценки скорости отступления ледника и создания хронологической шкалы к северу от границы распространения ленточных глин.
В 1948 году Гуннар Хоппе путём сопоставлений числа годичных морен и варвохронологических данных продемонстрировал, что в течение одного года может сформироваться более одной гряды. Поскольку название «годичные морены» более не отражало природы изучаемого явления, он же в 1959 году предложил для них название морены де Геера (англ. De Geer moraines).

### Исследования озов
В 1897 году де Геер публикует большую серию измерений и наблюдений, демонстрирующих, что ядра озов представляют собой последовательность маргинальных образований (субмаргинальных дельт) подлёдных потоков (рек), накапливающихся по мере отступления фронта ледника. Кроме того, было показано, что отложения на периферии оза, если он расположен в области распространения ленточных глин, плавно переходят в отложения самого раннего сезонного слоя. На этом основании была выдвинута гипотезу, согласно которой отложение материала, формирующего тело озов происходит не по всей длине потока, а только в устьевой части (так называемая «дельтовая теория происхождения Озов»).

### Исследования ленточных глин и создание шведской геохронологической шкалы

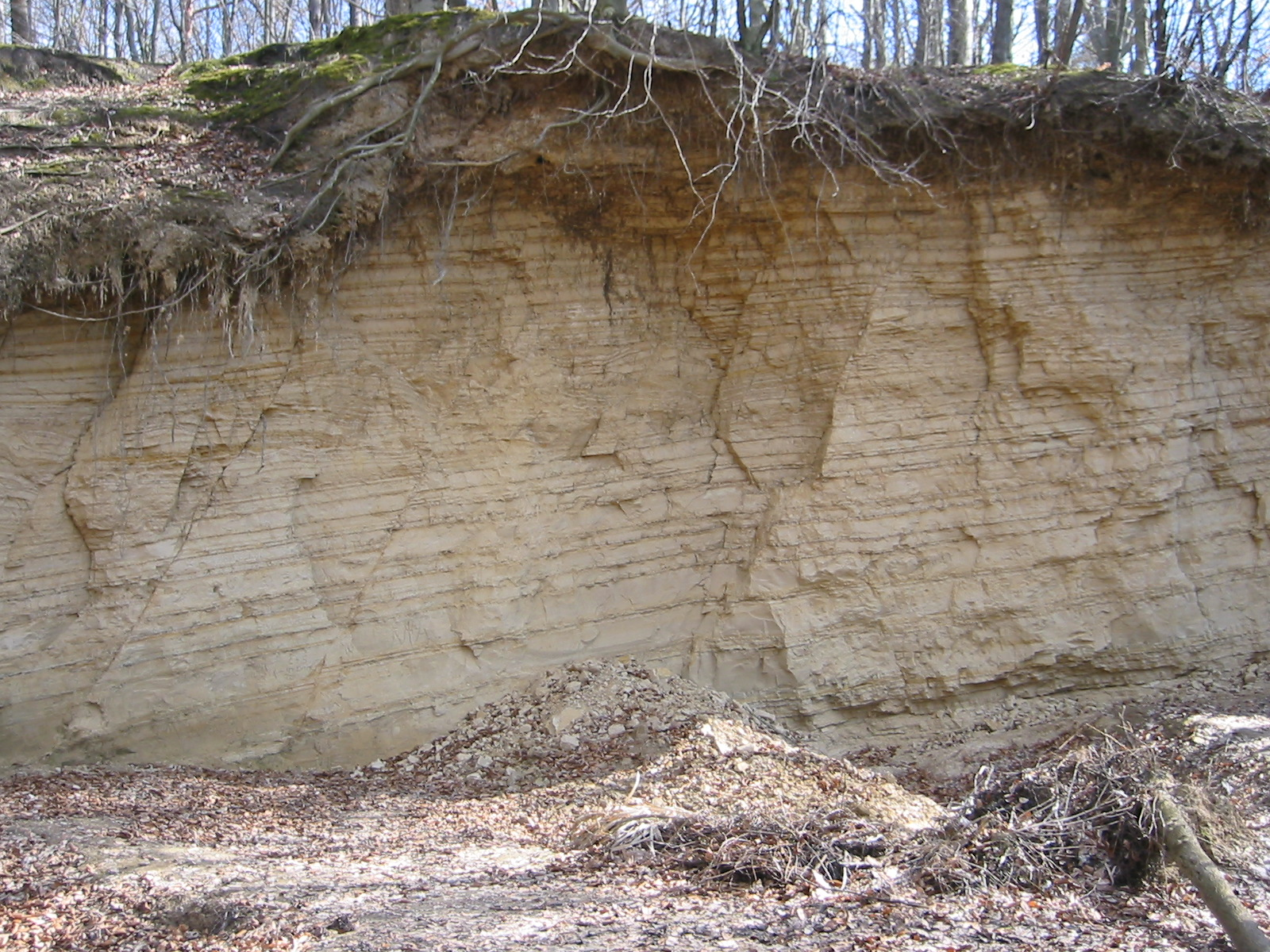
Обнажение ленточных глин в районе города Эберсвальде, Германия

В 1882 году де Геер впервые высказал гипотезу, согласно которой ленточные глины демонстрируют сезонные изменения в характере осадконакопления и каждая пара слоёв соответствует одному году. В 1884 году он публикует работу в которой приводит данные полученные для трёх разрезов, содержащих 16 годичных слоёв, и демонстрирует принципиальную возможность сопоставления последовательностей, полученных в разных разрезах. Тогда же он постулирует возможность создания на базе подобных сопоставлений непрерывной геохронологической шкалы, но его первоначальная оценка масштабов этой работы предполагала труд нескольких поколений геологов и на следующие 20 лет де Геер оставляет исследования в этой области.

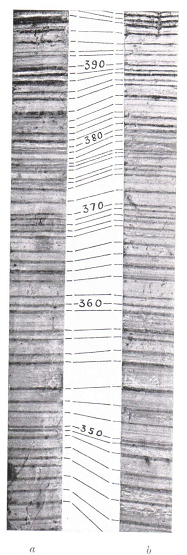
Соответствие между разрезами ленточных глин в Messukylä и Тампере (Финляндия)

В 1904 году де Геер обнаружил последовательность ленточных слоёв поразительно похожую на те, которые он описывал двадцатью годами ранее, хотя расстояние между разрезами составляло 3 километра. Ленточные глины, которые описывал де Геер, были сформированы в условиях приледникового водоёма, существовавшего в период деградации последнего оледенения во впадине Балтийского моря и прилегающих территориях. Проведя серию измерений, де Геер убедился, что при движении с юга на север вслед за предполагаемым отступлением фронта ледника он терял шаг за шагом слои из основания в остальном идентичных разрезов, всего 12 слоёв на 4 километра. Это позволило установить, что фронт ледника в исследуемом районе отступил на 4 километра за 12 лет. В 1905 де Геер организует масштабное исследование с привлечением студентов Упсальского и Стокгольмского университетов, в ходе которого был построен профиль слоёв ленточных глин на дистанции 500 километров от Стокгольма до Емтланда, который охватывал 1073 года. Изучение ленточных глин позволило точно установить скорость дегляциации на всей территории центральной Швеции, но не давало абсолютных оценок возраста событий. В 1909 году Де Геер предпринял первую и, как вскоре выяснилось, неудачную попытку дать абсолютную оценку возраста приледниковых ленточных глин, исследуя отложения спущенного в 1796 году озера Рогунда. Привязка шведской геохронологической шкалы к абсолютной хронологии была выполнена в 1913 году многолетним ассистентом де Геера Рагнаром Лиденом при изучении постгляциальных слоистых отложений в долине реки Онгерманэльвен. Примечательно, что в публикациях Линдена 1913 и 1938 годов, посвящённых постгляциальным отложениям, отсутствовали диаграммы, содержащие первичные данные исследований.
Популяризации варвохронологических исследований способствовала лекция «Геохронология последних 12000 лет», прочитанная де Геером в 1910 году в рамках международного геологического конгресса и опубликованная затем в виде статьи. Помимо описания метода исследований, в этой работе он предложил периодизацию дегляциации Фенноскандии, выделив три субэпохи:
- Данигляциал (20000—13000 лет назад) — полуостров Ютландия и южное побережье Балтийского моря освобождается от ледникового покрова;
- Готигляциал (13000—10000 лет назад) — граница ледникового покрова на территории Швеции отступает к южным побережьям озёр Веттерн и Венерн, а на востоке — к северному побережью Финского залива;
- Финигляциал (10000—8000 лет назад) — финальная стадия оледенения, граница ледникового покрова отступает к конечно-моренным грядам в провинции Емтланд.

Эта периодизация продолжает использоваться до настоящего времени.

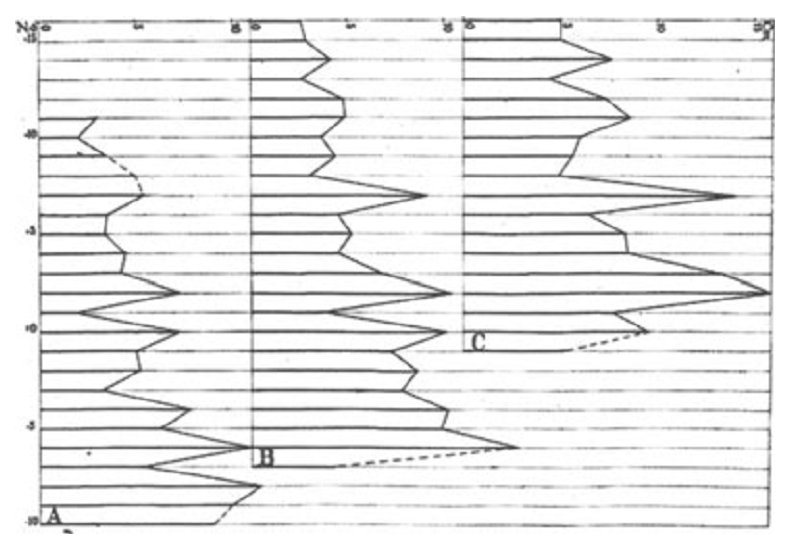
Диаграмма корреляции между разрезами ленточных глин (на горизонтальной оси — мощность годичного слоя). Иллюстрация из статьи «Геохронология последних 12 тысяч лет»

После изучения отложений в долине реки Далэльвен в 1915 году, где им были обнаружены идентичные последовательности слоёв на расстоянии более 85 километров, де Геер становится значительно менее консервативен в подходе к сопоставлению удалённых друг от друга разрезов. С этого момента он ставит своей целью поиск телекорреляций (отдалённых корреляций), которые позволят построить единую глобальную геохронологическую шкалу на основе выявления корреляции между последовательностями донных отложений. В 1916 году де Геер впервые высказывает гипотезу, согласно которой колебания мощности годичных слоёв вызваны колебаниями количества тепла, поступающего от Солнца и, следовательно, носят глобальный характер. Таким образом, выявление идентичных последовательностей позволяет синхронизировать между собой различные хронологические шкалы независимо от расстояния между ними. Первые результаты по корреляциям между шведскими и финскими ленточными глинами были опубликованы в 1918 году на основании данных, предоставленных Матти Саурамо, работавшим над созданием финского аналога шведской хронологической шкалы.  В 1920 года де Геер предпринимает поездку в Северную Америку и утверждает, что ему удалось убедительно сопоставить последовательности слоёв, полученных на реке Гудзон и в окрестностях Стокгольма. Его сотрудники предприняли ряд экспедиций с целью изучения донных отложений в различных регионах мира: Северной Америке, Гималаях, в Южной Африке и Патагонии, Новой Зеландии. Для координации этих исследований в 1924 году де Геер оставил кафедру геологии Стокгольмского университета и стал директором основанного им на средства от частных пожертвований «Института геохронологии». Результаты этих исследований де Геер обобщил в большой итоговой работе Geochronologia Suecica, Principles (1940), изданной им незадолго до смерти.
Концепция телекорреляций подвергалась критике и не была принята научным сообществом. Теоретические положения Де Геера вскоре после их публикации с позиций климатологии критиковали Хёгбомом, Эдуард Брикнер и Владимир Петрович Кёппен. С конца 1920-х годов результаты Де Геера подвергаются критике на основании уже геологических свидетельств со стороны Вельгельма Мильтерса и Рагнара Сандегренома. Наиболее жёстким и непримиримым критиком де Геера стал Эрнст Антевс, в прошлом один из учеников и сотрудников Де Геера, выполнявший исследования в Северной Америке и оставшийся в США. Хронология дегляциации Северной Америки, предлагаемая Де Геером на основании корреляций со Шведской хронологической шкалой, противоречила, согласно Антевсу, данным полученным им из непосредственного подсчёта слоёв в отложениях Северной Америки. Более того, Антевс утверждал, что до 50 — 60 процентов пиков на опубликованных Де Геером диаграммах демонстрирующих трансатлантических корреляции, являются результатом манипуляций с первичными данными. Подобное утверждение стало возможным благодаря тому, что Де Геер никогда не публиковал первичные диаграммы мощности слоёв, как свои собственные, так и собранные его многочисленными сотрудниками и корреспондентами. Вскоре после издания «Geochronologia Suecica, Principles» благодаря работам Карла Кальдениуса стала очевидна необходимость ревизии Шведской геохронологической шкалы. Эти обстоятельства отчасти способствовало снижению доверия к методам варвохронологии в целом на протяжении нескольких последующих десятилетий. Начиная с 1970-х годов, интерес к хронологии донных отложений возрождается, расширяется круг объектов исследований и арсенал применяемых методов.

## Значение в истории науки
В настоящее время Герхард де Геер известен прежде всего как автор варвохронологического метода, его ранние пионерские работы оказались в тени последующих достижений. Открытие методов датирования относительного возраста геологических событий с точностью до одного года навсегда изменило представление о возможностях геохронологии. Методы варвохронологии, особенно в комбинации с другими методиками (когда выполняется анализ материала, содержащегося в конкретном сезонном слое методами палинологии, анализа видового состава диатомовой флоры, радиоизотопного датирования и др.) находят широкое применение для палеогеографических и палеоклиматических реконструкций как в районах распространения классических ленточных глин приледниковых водоёмов, так и на материале донных отложений континентальных водоёмов с сезонной слоистостью. Важной заслугой де Геера было установление хронологических и генетических связей между такими формами рельефа как озы и конечноморенные гряды и слоистыми донными отложениями окружающей местности. Созданная де Геером Шведская геохронологическая шкала неоднократно подвергалась ревизиям и продолжает использоваться в настоящее время. Исследования ленточных глин на территории Скандинавии и Северной Америки по сей день являются ключевыми при изучении истории климата и хронологии дегляциации.

## Признание и награды
Членство в организациях:
- Член Императорского Санкт-Петербургского минералогического общества с 1893 года  [7]
- Иностранный член Датского геологического общества с 1898 года[9].
- Иностранный член Берлинского географического общества с 1900 года [7].
- Член Шведской королевской академии наук с 1902 года[9]
- Иностранный член Геологического общества Лондона с 1911[50].
- Иностранный член Американского геологического общества c 1911 года [7].
- Иностранный член Нью-Йоркской академии наук c 1920 года[7].
- Иностранный член Французского географического общества с 1922 года[7].
- Иностранный член Американского географического общества с 1922 года[7].
- Иностранный член Прусской академии наук с 1922 года[7].
- Иностранный почётный член Российской академии наук с 3 января 1925 года[51].
- Иностранный член Лондонского королевского общества с 1930 года[5][52].

Награды:
- Премия Уокера Бостонского общества естественной истории в 1891 году[7].
- Медаль Вега (швед. Vegamedaljen) Шведского общества антропологии и географии в 1915 году[7].
- Björkénska priset университета Упсалы в 1917 году[7].
- Медаль Волластона в 1920 году[53].

## Память

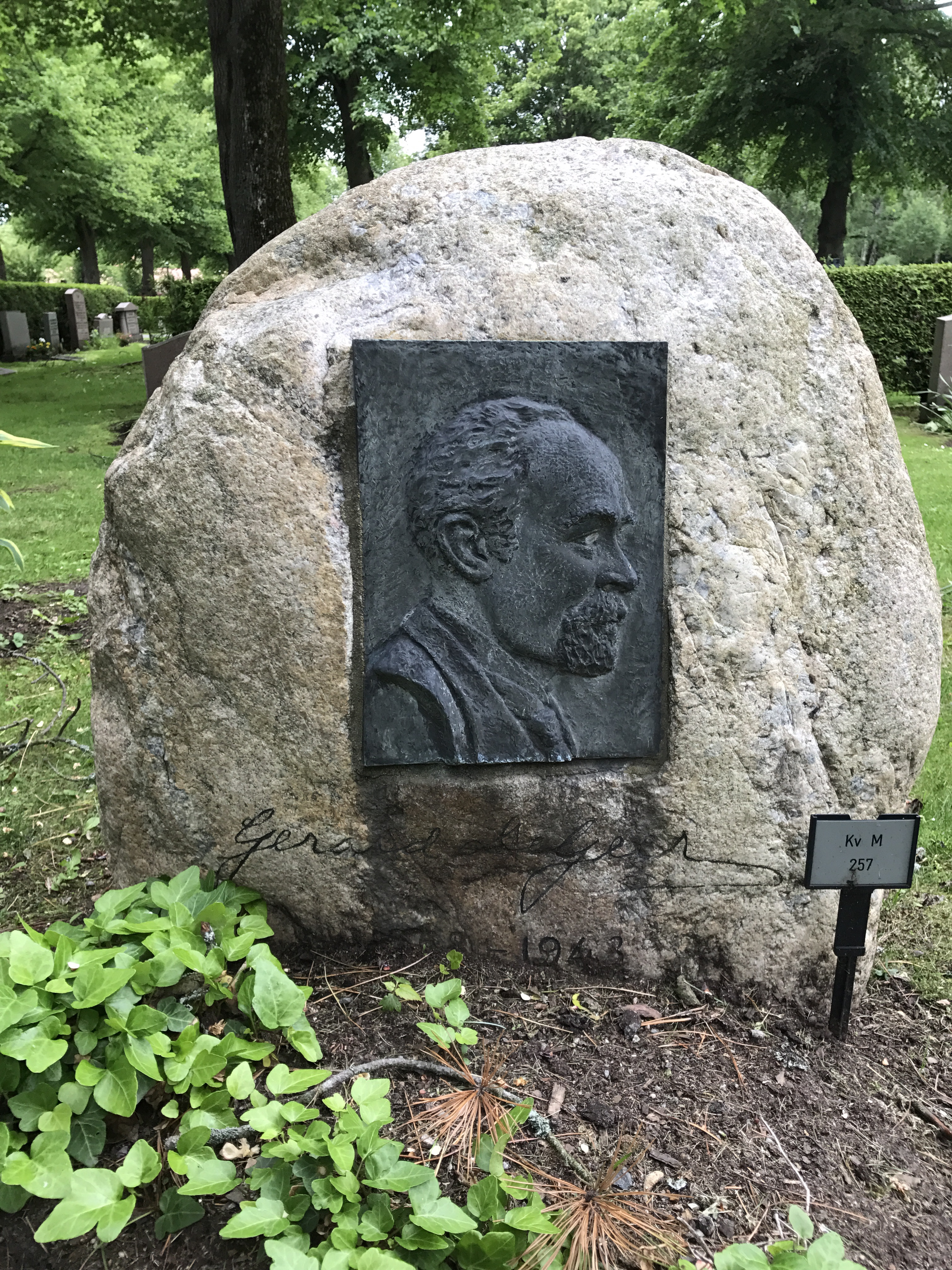
Барельеф на могиле

Именем де Гера назван ряд географических объектов на Шпицбергене: мыс (норв. Kapp De Geer), долина (норв. De Geerdalen), река (норв. De Geerelva), гора (норв. De Geerfjellet), ледник (норв. De Geerfonna), бухта (норв. De Geerbukta).
Зона тектонических нарушений (Трансформный разлом) между Северо-Американской и Евразийской литосферными плитами на дне Норвежского и Гренландского морей между Гренландией и Шпицбергеном известен как зона де Гера или линия де Гера.
Для обозначения морской трансгрессии в эпоху, предшествовавшую последнему оледенению на побережьях залива Мэн, в 1953 году был предложен термин Море де Геера.

## Труды
- De Geer, G. Några ord om bergarterna på Åland och flyttblocken derifrån (швед.) // Geologiska Föreningens i Stockholm Förhandlingar. — 1881. — Vol. 5. — P. 469—484.
- De Geer, G. Om en postglacial landsänkning i södra och mellersta Sverige (швед.) // Geologiska Foereningan i Stockholm Foerhandlingar. — 1882. — Vol. 6(4). — P. 149—162.
- De Geer, G. Om den skandinaviska landisens andra utbredning (швед.) // Sveriges geologiska undersökning. Ser.C:N:o 86. — 1884.
- De Geer, G. Om möjligheten av att införa en kronologi för istiden (швед.) // Geologiska Föreningens i Stockholm Förhandlingar. — 1884. — Vol. 7. — P. 1—3.
- De Geer, G. Om isdelarens läge under Skandinaviens begge nedisningar (швед.) // Geologiska Föreningen i Stockholm Förhandlingar. — 1888. — Vol. 10. — P. 195—210.
- De Geer, G. Om Skandinaviens nivåförändringar under qvartär-perioden (швед.) // Geologiska Föreningens i Stockholm Förhandlingar. — 1888 & 1890. — Vol. 10 & 12. — P. 366—379 & 61—111.
- De Geer, G. Quaternary	changes	of	level	in	Scandinavia (англ.) // Bull. Geol. Soc. Am.. — 1891. — Vol. 3. — P. 65—68.
- De Geer, G. On pleistocene changes of level in eastern North America (англ.) // Proceedings of the Boston Society of Natural History. — 1892. — Vol. 25. — P. 454—477.
- De Geer, G. Om Strandliniens förskjutning vid vara insjöar (швед.) // Sver. geol. Unders. Afh. ser. C. — 1894. — Vol. 141(1). — P. 1—15.
- De Geer, G. Om kvartära nivaförändringar vid Finska Viken (швед.) // Sver. geol. Unders. Afh. ser. C. — 1894. — Vol. 141(2). — P. 1—17.
- De Geer, G. Om Skandinaviens geografiska utveckling efter istiden (швед.). — Stockholm, 1896. — 160 p.
- De Geer, G. Om rullstensåsarnas bildningssätt (швед.) // Geologiska Föreningens i Stockholm Förhandlingar. — 1897. — Vol. 19. — P. 366—388.
- De Geer, G. Bidrag till istidens kronologi och klimatlära (швед.) // Geologiska Föreningens i Stockholm Förhandlingar. — 1905. — Vol. 27. — P. 219—222.
- De Geer, G. Dals Ed. Some stationary Ice-borders of the last Glaciation (англ.) // Geologiska Föreningens i Stockholm Förhandlingar. — 1909. — Vol. 31.
- De Geer, G. A geochronology of the last 12 000 years (англ.) // Congrès Géologique International, 11:e session. — 1912. — P. 241—253.
- De Geer, G. Förhistoriska tidsbestämningar (швед.) // Ymer. — 1925. — Vol. 45. — P. 1—34.
- De Geer, G. Correlation of late glacial annual clay-varves in North America with the Swedish time scale (англ.) // Geologiska Foreningens i Stockholm Forhandlingar : журнал. — 1921. — Vol. 43. — P. 70—73.
- De Geer, G. On the solar curve as dating the ice age, the New York moraine, and Niagara Falls through the Swedish timescale (англ.) // Geografiska Annaler : журнал. — 1926. — Vol. 8. — P. 252—284.
- De Geer, G. Late glacial clay varves in Argentina measured by Dr. Carl Caldenius, dated and connected with the solar curve through the Swedish timescale (англ.) // Geografiska Annaler : журнал. — 1927. — Vol. 9. — P. 1—8.
- De Geer, G. Gotiglacial clay-varves in southern Chile measured by Dr. Carl Caldenius, identified with synchronous varves in Sweden, Finland, and U.S.A (англ.) // Geografiska Annaler : журнал. — 1929. — Vol. 11. — P. 247—256.
- De Geer, G. The Finiglacial subepcoch in Sweden, Finland and the new world (англ.) // Geografiska Annaler : журнал. — 1930. — Vol. 12. — P. 101—111.
- De Geer, G. Equatorial Palaeolithic varves in East Africa measured in 1929 and 1933 by Erik Nilsson, teleconnected with the Swedish time scale (англ.) // Geografiska Annaler : журнал. — 1934. — Vol. 16. — P. 75—96.
- De Geer, G. Geology and geochronology (англ.) // Geografiska Annaler : журнал. — 1934. — Vol. 16. — P. 1—52.
- De Geer, G. Geochronologia Suecica. Principles. (англ.). — Stockholm: Almqvist & Wiksell, 1940. — 367 p. — (Kgl. Svenska Vet. Akad. (III) 18, N° 6,).

## Комментарии
1. ↑  1882, 1896, 1899, 1901, 1908 и 1910 годы[10]
2. ↑  Эта гипотеза оставалась предметом дискуссий на протяжении всего XX века и в настоящее время не является общепринятой[21]
3. ↑  Эта модель сохраняла актуальность на протяжении следующих 40 лет до публикации Саурамо в 1938 году[24]
4. ↑  выбор района исследований определялся доступностью качественных топографических карт и возможностью консультаций с ведущими местными специалистами: Якобом Седерхольмом, Федосием Николаевичем Чернышёвым, Фёдором Богдановичем Шмидтом[18]
5. ↑  в настоящее время эта гипотеза признана несостоятельной подавляющим большинством исследователей[28]
6. ↑  предварительные результаты были обнародованы на проходившем в 1910 году Международном геологическом конгрессе, а в 1911 году де Геер при повторном обследовании обнаружил свою ошибку[36]
7. ↑  Они были опубликованы только в 1989 году[37]
8. ↑  в публикациях самого Саурамо 1918 и 1923 годов указывается на значительное количество несоответствий в корреляциях предложенных де Геером, недостаточную надёжность методов установления корреляций на основании данных только о мощности годичных слоёв и высказывается сомнение в возможности установления достаточно достоверной корреляции между Финскими и Шведским варвохронологическими шкалами[35][43][44]